# Вила „Бенкара”
Вила "Бенкара" добија назив по британској хуманитарки, медицинској сестри Бенкерт. Наиме, пре скоро једног века међу највећим савезницима Србије у Првом светском рату било је Уједињено Краљевство, односно Уједињено Краљевство. Један од облика повезаности два ратна партнера било је и слање медицинског особља и медицинских сестара из Британије у Србију. Госпођица Бенкерт, током Великог рата долази у Бању Ковиљачу као добровољац, приступа српској војсци током рата и води рачуна о болесницима (најчешће оболелима од тифуса), о рањеницима, али и о сирочићима – деци која су току рата у великом броју остајала без родитеља.
Након што се рат завршио она је одлучила да њен дом остане шумовита бања на западу Србије, где је добила на коришћење кућу, коју су Срби назвали Бенкара, а по њој добија назив и цео кварт Бање Ковиљаче. Значајна је и њена улога приликом откупа земљишта за санаторијум у подножју планине Гучево. Својим средствима потпомаже изградњу, а санаторијум у оно доба изгледа импозантно за Србију. Бенкертова је до 1939. године живела у овој бањској вили.

## Архитектура
Вила има погодан положај, на брдашцету изнад Бање Ковиљаче. Архитекта користи рељеф терена и прави велики полигонални трем, са терасом на спрату, изграђену у дрвету. Архитектонска решења приземног трема као и многа друга, подсећају на нека већ употребљена у Бањи, каква имају главни бањски хотели Далмација и Херцеговина. Основа приземља је полигоналног облика где се налази кухиња, остава и собе за домаћицу у приземљу, а на спрату собе за дневни боравак и спавање власнице.
Специфично обрађене фасаде у камену уклапају се у планински амбијент западне Србије док је спратни део објекта омалтерисан. Изгледом се не удаљава знатно од класичне сеоске куће на Балкану. Посебна декоративност спратне фасаде се огледа у разбацаним комадима камена неправилног облика, издвојеним у виду украсних елемената на зиду. Плато на коме се вила налази окружен је каменим потпорним зидом. 
Након смрти последњих власника вила остаје у веома лошем стању, и склона је паду. Потпуна реконструкција би била потребна да поврати некадашњи сјај овог здања. Чак и степениште које води до виле, као дрвени елементи ограде су у распадајућем стању.